# Tüdevtei
Le sum de Tüdevtei (mongol : ᠲᠦᠳᠦᠪᠲᠡᠢ
ᠰᠤᠮᠤ, cyrillique : Түдэвтэй сум, MNS : Tüdevtei sum) est situé dans l'aïmag (ligue) de Zavkhan, en Mongolie. Sa population était de 2 003 habitants en 2005.